# Notia Kynouria
Notia Kynouria (Grieks: Νότια Κυνουρία) is sedert 2011 een fusiegemeente (dimos) in de Griekse bestuurlijke regio (periferia) Peloponnesos.
De drie deelgemeenten (dimotiki enotita) van de fusiegemeente zijn:
- Kosmas (Κοσμάς)
- Leonidio (Λεωνίδιο)
- Tyros (Τυρός)